# Richard Rydze
Richard Anthony Rydze, soprannominato Dick, (Pittsburgh, 15 marzo 1950 – Pittsburgh, 28 novembre 2023), è stato un tuffatore statunitense. Ha rappresentato gli Stati Uniti ai Giochi olimpici di Monaco di Baviera 1972 vincendo la medaglia d'argento nel concorso della piattaforma 10 metri, concludendo la gara alle spalle di Klaus Dibiasi.

## Palmarès
- Giochi olimpici

Monaco di Baviera 1972: argento nella piattaforma 10 m
- Giochi panamericani

Cali 1971: argento nella piattaforma 10 m